# Polítis (Chypre)
Polítis (grec moderne : Πολίτης, « Citoyen ») est un journal de langue grecque publié à Chypre. Il est le troisième plus grand journal de l’île avec 7000 copies vendues par jour. Il est de centre droit.